# 永佑庙
永佑庙是位于中国北京市西城区府右街1、3号的一座道观，是北京皇城的城隍庙。

## 历史
永佑庙建于清朝雍正九年（1731年），祀皇城城隍，是皇城内八庙之一。
该庙建筑现由自忠小学分校使用。

## 建筑
该庙坐北朝南，外垣门东向。南北中轴线上依次是照壁、山门、钟鼓楼、前殿、中殿、后殿。中殿前设有御路，雕有二龙戏珠图案，五级踏步，殿宇均覆盖黄琉璃瓦。现在该庙仅存照壁及后殿。